# Dogma
Dogma é princípio que se convenciona não discutir e, muitas vezes, que não se aceita discussão. Uma doutrina dogmática é um sistema oficial de princípios que devem ser aceitos tais como são, sem discussão. Exemplos são encontrados em aspectos de doutrinas de uma religião, como o catolicismo romano, ou os pontos de vista de um filósofo ou de uma escola filosófica como Estoicismo ou iluminismo, que com o tempo viraram um pensamento dogmático, mesmo se inicialmente não o fossem.
No sentido pejorativo, dogma refere-se a decisões forçadas, já que não se permite debate, como as de interesses ou autoridades políticas agressivas.

## Etimologia
A palavra "dogma" foi traduzida no século XVII a partir do latim dogma significando "princípio filosófico" ou "princípio", é derivado do grego dogma (δόγμα) significa literalmente "aquilo que se pensa que é verdade" e o verbo dokein, "parecer bom".

## Religião

### Budismo
A visão ou a posição (Pali diṭṭhi, sânscrito dṛṣṭi) é uma ideia central no budismo. No pensamento budista, uma visão não é uma coleção simples e abstrata de proposições, mas uma interpretação carregada da experiência que molda e afeta intensamente o pensamento, a sensação e a ação. Ter a atitude mental adequada em relação às visões é, portanto, considerado parte integrante do caminho budista, pois algumas vezes as visões corretas precisam ser colocadas em prática e as visões incorretas abandonadas, enquanto outras vezes todas as visões são vistas como obstáculos à iluminação.

### Cristianismo
O cristianismo é definido por um conjunto de crenças centrais compartilhadas por praticamente todos os cristãos, embora a forma como essas crenças básicas sejam implementadas e as questões secundárias variem dentro do cristianismo. Quando formalmente comunicadas pela organização, essas crenças às vezes são chamadas de "dogmata". As posições religiosas formais da organização podem ser ensinadas aos novos membros ou simplesmente comunicadas àqueles que optarem por se tornar membros. É raro o acordo com as posições formais de uma organização ser um requisito para participação, embora a associação possa ser necessária para algumas atividades da igreja.

### Islã
No Islã, o Alcorão, Hadith e aqidah correspondem, embora de forma diferente entre linhas culturais e teológicas, aos termos latinos dogma/dogmata .

## Filosofia

### Estoicismo
Em Estoicismo, "dogma" (δόγμα) é um princípio estabelecido pela razão e pela experiência. O estoicismo tem muitos dogmas, como o conhecido dogma estoico "o único bem é o bem moral, e o único mal é o mal moral".